# Ti andrebbe di cambiare il mondo?
Ti andrebbe di cambiare il mondo? è un singolo del cantautore italiano Renato Zero, pubblicato nel 2017 in download digitale.

## Descrizione
Il brano è il primo e unico singolo ad anticipare la pubblicazione del trentesimo album in studio Zerovskij - solo per amore.

## Tracce
- Download digitale

1. Ti andrebbe di cambiare il mondo? – 4:13